# Прохладное (Приморский край)
Прохла́дное — село в Надеждинском районе Приморского края. Входит в состав Надеждинского сельского поселения.

## География
Село находится на северном берегу Углового залива (часть Амурского залива) близ посёлка Угловое, на расстоянии 9 км от села Вольно-Надеждинское, административного центра района, и 36 км от города Владивосток, административного центра края. Абсолютная высота — 7 м над уровнем моря.

## История
В 1964 году указом Президиума Верховного Совета РСФСР посёлок Центральный переименован в село Прохладное.

## Население
| 2002 | 2005  | 2008  | 2010  | 2021  |
| ---- | ----- | ----- | ----- | ----- |
| 1688 | ↘1534 | ↗1631 | ↗1704 | ↗2171 |

## Улицы
| - ул. Абрикосовая, - ул. Амурская, - пер. Амурский, - ул. Беговая, - ул. Береговая, - ул. Берёзовая, - ул. Вишнёвая, - ул. Восточная, - ул. Гагарина, | - ул. Гоголя, - ул. Дружбы, - ул. Заречная, - ул. Зелёная, - ул. Круговая, - ул. Лазо, - ул. Лесная, - ул. Линейная, - ул. Матросова, | - ул. Мира, - ул. Молодёжная, - ул. Морская, - ул. Набережная, - ул. Надежды, - ул. Новая, - ул. Овражная, - ул. Олимпийская, - ул. Парковая, | - ул. Поворотная, - ул. Полярная, - ул. Приморская, - ул. Пушкина, - пер. Речной, - ул. Садовая, - ул. Сельская, - ул. Сиреневая, - ул. Строительная, | - пер. Тёплый, - пер. Тимирязева, - ул. Тимирязева, - ул. Центральная, - ул. Флотская, - ул. Центральная, - ул. Церковная, - ул. Южная, - ул. Яблоневая. |

## Транспорт
Через село проходит Транссибирская магистраль, на которой расположена остановочная платформа Совхозная.